# Dvojnaja familija
Dvojnaja familija (Двойная фамилия) è un film del 2006 diretto da Stanislav Mitin.

## Trama
Il film racconta di una coppia sposata che non ha figli da otto anni. Improvvisamente hanno un figlio e il capofamiglia scopre che questo non è suo figlio, a causa del quale vuole lasciare la famiglia, ma non può farlo, perché ha una moglie e un ragazzo. Nel tempo, i suoi sentimenti paterni si intensificano e il ragazzo diventa per lui come una famiglia, ma allo stesso tempo non può chiedere tradimento a sua moglie.